# Station Longfield
Longfield is een spoorwegstation van National Rail in Longfield, Dartford in Engeland. Het station is eigendom van Network Rail en wordt beheerd door Southeastern. Het station is geopend in 1872.